# Dănești (gmina w okręgu Gorj)
Dănești – gmina w Rumunii, w okręgu Gorj. Obejmuje miejscowości Barza, Botorogi, Brătuia, Bucureasa, Dănești, Merfulești, Șasa, Trocani, Țârculești, Ungureni i Văcarea. W 2011 roku liczyła 3875 mieszkańców.